# Elise Ringen
Elise Ringen (Meråker, 12 de noviembre de 1989) es una deportista noruega que compitió en biatlón. Ganó una medalla de bronce en el Campeonato Mundial de Biatlón de 2012 y una medalla de bronce en el Campeonato Europeo de Biatlón de 2008, ambas en la prueba de relevos.

## Palmarés internacional
| Campeonato Mundial | Campeonato Mundial           | Campeonato Mundial | Campeonato Mundial |
| Año                | Lugar                        | Medalla            | Prueba             |
| ------------------ | ---------------------------- | ------------------ | ------------------ |
| 2012               | Ruhpolding (Alemania)        | Medalla de bronce  | Relevo             |
| Campeonato Europeo |                              |                    |                    |
| Año                | Lugar                        | Medalla            | Prueba             |
| 2008               | Nové Město (República Checa) | Medalla de bronce  | Relevo             |